# GOTAISETSU
『GOTAISETSU』（ごたいせつ）は、2008年1月18日20:00 - 20:38に放送された、NHK山口放送局制作のローカルテレビドラマ。2007年6月23日にNHK-FM放送で放送されたラジオドラマをテレビドラマとして再製作したものである。山口サビエル記念聖堂でロケーション撮影が行われた。
「御大切」は隣人愛を表すキリシタンの言葉であり、母に捨てられた経験を持つために愛と赦しを心から信じることができない主人公の神父の、自らを捨てた母との邂逅と告解を通じた心の葛藤を描く物語である。

## キャスト
- 赤木楓 : 柏原崇
- 澤内涼子 : 松田美由紀
- 平野神父 : 平泉成
- 智也 : 江見祐貴
- 山根道代 : 森紀子
- 原神父 : 彰田新平
- 赤木楓（子供時代） : 幸雅也

## スタッフ
- 脚本 - 江口美喜男
- プロデュース - 西村武五郎
- 製作統括 - 吉本知裕